# Nayakan
Nayakan é um filme de drama indiano de 1987 escrito e dirigido por Mani Ratnam. Foi selecionado como representante da Índia à edição do Oscar 1988, organizada pela Academia de Artes e Ciências Cinematográficas.

## Elenco
- Kamal Haasan - Sakthivel Naicker alias Velu Naicker
- Janagaraj - Selvam
- Saranya Ponvannan - Neela
- Karthika - Charumati